# 1281
- Wikisource

| Calendário gregoriano                                                        | 1281 MCCLXXXI                                        |
| Ab urbe condita                                                              | 2034                                                 |
| Calendário arménio                                                           | 730 – 731                                            |
| Calendário bahá'í                                                            | -563 – -562                                          |
| Calendário budista                                                           | 1825                                                 |
| Calendário chinês                                                            | 3977 – 3978 Início a 22 de janeiro (aproximadamente) |
| Calendário copta                                                             | 997 – 998                                            |
| Calendário etíope                                                            | 1273 – 1274                                          |
| Calendários hindus - Vikram Samvat - Calendário nacional indiano - Cáli Iuga | 1336 – 1337 1202 – 1203 4381 – 4382                  |
| Calendário Holoceno                                                          | 11281                                                |
| Calendário islâmico                                                          | 680 – 681                                            |
| Calendário judaico                                                           | 5041 – 5042                                          |
| Calendário persa                                                             | 659 – 660                                            |
| Calendário rúnico                                                            | 1531                                                 |
| Calendário solar tailandês                                                   | 1824                                                 |

1281 (MCCLXXXI, na numeração romana) foi um ano comum do século XIII do Calendário Juliano, da Era de Cristo, e a sua letra dominical foi E (52 semanas), teve início a uma quarta-feira, terminou também a uma quarta-feira.
No reino de Portugal estava em vigor a Era de César que já contava 1319 anos.
| Ano completo                        |
| ----------------------------------- |
| Ano comum com início à quarta-feira |

## Eventos
- Início da luta armada entre D. Dinis e o infante D. Afonso, seu irmão.
- D. Dinis ofereceu a vila de Monforte à sua filha D. Isabel como dote aquando do seu casamento.
- Segundo ataque mongol ao Japão. Fracassado por conta de uma tempestade marítima que aniquilou a frota mongol combinada com a resistência local.
- Segundo ataque mongol contra a Síria. Detido pelos mamelucos próximo a Homs.

## Mortes
- Ertogrul Gazi (n. 1198), pai do fundador oficial da dinastia otomana, Osmã I.